# 菊地功
菊地功（1958年11月1日—），教名泰西修（Tarcisio），日本籍天主教樞機和聖言會會士，現任東京總教區總主教。

## 生平
菊地功於1958年11月1日在日本東北部岩手縣的城鎮宮古市出生。在南山高等學校男子部和南山大學文學部神學科畢業後，他加入聖言會。他於1986年5月15日在愛知縣名古屋市南山教會晉鐸。同年獲聖言會派遣往西非加納，在科福里杜亞教區擔任傳教。他在當地擔任八年傳教士工作後，回到日本，在名古屋教區擔任培訓修士。1999年，菊地功獲選為日本聖言會的省會長。
2004年5月14日被時任教宗若望·保祿二世任命為日本西北部新潟教區主教。同年9月20日由岡田武夫祝聖晉牧。2009年至2013年間，曾兼擔任札幌教區宗座署理。後來，他出任日本明愛和亞洲明愛會長，亦是國際明愛代表議會成員。2011年3月16日，菊地功以日本明愛主席身份，探訪在2011年日本東北地方太平洋近海地震受災最嚴重的仙台教區。
2014年起成為聖座萬民福音部的成員。直到2017年10月25日，接替榮休的岡田武夫成為東京總教區正權總主教，同年12月16日正式就任。同日起至2020年9月22日期間亦繼續兼任新潟教區的使徒統緒；2022年2月14日，就任日本天主教主教協議會會長任。2023年5月13日，在第22屆國際明愛大會中，獲選為主席。
2024年10月6日，獲教宗方濟各擢升為樞機，並於2024年12月7日進行擢升禮、12月8日首次出席樞機會議。
因應方濟各於2025年4月21日離世，菊地功亦成為了具有投票資格、可選出下一任教宗的樞機團成員。

## 評論

### 促進和平
2015年8月6日，菊地功主教就日本促進和平表示日本要帶來貢獻，充分尊重人性尊嚴及其實現，將會受國際社會非常的讚賞和尊重。

### 對LGBT的取態
2022年，由日本基督教團及天主教關注HIV/AIDS聯席委員會共同籌劃、並由日本首位男性同性戀者牧師平良愛香監修的書籍《LGBT與基督教》（『LGBTとキリスト教』）出版，獲得了菊池功的閱讀推薦。

## 外部連結
- 主教日記—菊池功樞機的公式部落格
- 菊地功的X（前Twitter）
- 天主教東京主教教區
- 天主教新潟教區

| 前任者： 佐藤敬一 | 天主教新潟教區教區主教 2004年-2017年 | 繼任者： 成井大介 |

| 前任者： 岡田武夫 | 天主教東京總教區教區主教 2017年- | 繼任者： （現任） |